# Перисад IV
Перисад IV (умер ок. 125 до н. э.) — царь (базилевс) Боспорского государства приблизительно с 155/150 года до н. э. или же с 178 года до н. э. Сын Перисада III и Камасарии. Предпоследний представитель династии Спартокидов на троне Боспора.

## Биография

### Даты правления
Предполагают, что Перисад IV правил под регентством своей матери начиная с 178 года до н. э., когда, по одной из версий, скончался Перисад III. По другой версии, Перисад IV правил с 155 или 150 года до н. э.

### Монетное дело при Пересаде IV
Приблизительно в первое десятилетие своего правления Перисад IV выпускал золотые и серебряные монеты — «перисады», а также уникальные тетрадрахмы с изображением бородатой головы царя в диадеме и богини Афины на престоле. К тому же времени относятся и отчеканенные в Пантикапее монеты с головой Аполлона на аверсе и различными изображениями (протома коня, кифара и другие) на реверсе. При Перисаде IV началось изготовление нового тип серебряных монет, снабжённых дополнительными знаками. Это свидетельствует о подключении к финансированию монетного дела в Боспорском царстве частных лиц. В последнее десятилетие правления Перисада IV выпускались только мелкие серебряные монеты.